# Сынгаевский, Владимир Васильевич
Владимир Васильевич Сынгаевский (1 мая 1924 — 5 декабря 2016) — передовик советского железнодорожного транспорта, крановщик Коростенской механизированной дистанции погрузочно-разгрузочных работ Юго-Западной железной дороги, Житомирская область, Герой Социалистического Труда (1974).

## Биография
Родился 1 мая 1924 года в селе Шатрище Коростенского округа Волынской губернии Украинской ССР, в украинской семье. Рано остался без отца. Завершив обучение в семи классах сельской школы, трудоустроился и работал с 1939 по 1941 годы в местном колхозе на ферме.
В начале Великой Отечественной войны принял участие в перегоне скота вглубь страны, в Курскую область. После перегона стада вернулся в родные места. Находился на оккупированной территории с 1941 по 1944 годы. 
После освобождения, в начале 1944 года был призван в ряды Советской Армии. С февраля 1944 года участник Великой Отечественной войны. Воевал в составе 162-й стрелковой дивизии на 1-м Украинском фронте, 1-м и 2-м Белорусском фронтах. Участник Проскуровско-Черновицкой, Львовско-Сандомирской, Восточно-Прусской, Восточно-Померанской и Берлинской наступательных операций. Дважды был ранен. Войну завершил в Берлине. 
После окончания войны продолжил службу в Советской Армии, в Германии. С 1946 по 1947 годы находился в частях в Прикарпатском военном округе. С 1947 по 1950 годы находился в частях в Закавказском военном округе в Азербайджанской ССР. В апреле 1950 года был уволен с военной службы в запас.
С 1950 года стал трудиться приёмосдатчиком в Коростенском отделении Юго=-Западной железной дороги. В 1955 году стал работать крановщиком Коростенской механизированной дистанции погрузочно-разгрузочных работ Юго-Западной железной дороги. Внёс ряд предложений по улучшению работы и организации труда на железной дороге. Предложил работать единой комплексной сменой, что подтвердило правильность инициативы. Результаты превзошли все ожидания, а передовой опыт стали использовать по всей стране. Был инициатором технологии круглосуточной загрузки и погрузки вагонов. 
Указом Президиума Верховного Совета СССР от 16 января 1974 года за выдающиеся успехи в выполнении и перевыполнении плана 1973 года и принятых социалистических обязательств Владимиру Васильевичу Сынгаевскому присвоено звание Героя Социалистического Труда с вручением ордена Ленина и золотой медали «Серп и Молот».
Продолжал работать и дальше крановщиком до выхода на заслуженный отдых. В 1970-х годах возглавлял ряд отстающих бригад, которые выводил в передовые. С 1984 года на пенсии. 
Избирался депутатом местных Советов[каких?], был делегатом 23-го съезда железнодорожников. 
Проживал в городе Коростень Житомирской области, в последние годы в селе Лука Житомирского района. Умер 5 декабря 2016 года.

## Награды
За трудовые успехи удостоен:
- золотая звезда «Серп и Молот» (16.01.1974)
- орден Ленина (16.01.1974)
- Орден Отечественной войны 2 степени (11.03.1985)
- Орден Трудового Красного Знамени
- Орден Дружбы народов (02.04.1981)
- Орден «За мужество» II степени
- Орден «За мужество» III степени
- Почётный железнодорожник
- Отличник народного образования
- другие медали.